# Список наград и номинаций фильма «127 часов»
«127 часов» (англ. 127 Hours) — британский независимый биографический приключенческий фильм 2010 года режиссёра Дэнни Бойла. Джеймс Франко сыграл известного альпиниста Арона Ралстона, чья рука в апреле 2003 года оказалась зажатой под валуном в одном из каньонов штата Юта. Сценарий написан Бойлом и Саймоном Бофоем на основе автобиографической книги Ралстона «127 часов. Между молотом и наковальней». Кинокомпании Fox Searchlight и Pathé выпустили фильм в ограниченный прокат в США и Великобритании 5 ноября 2010 и 7 января 2011 года, соответственно. По всему миру фильм собрал 35,8 млн фунтов стерлингов. На агрегаторе рецензий Rotten Tomatoes рейтинг картины составляет 93 % на основе 240 рецензий, средняя оценка — 8,3 из 10. Кроме того, «127 часов» вошёл в список десяти лучших фильмов 2010 года, составленный более чем двумя десятками кинокритиков.
Фильм получил награды за следующие аспекты: режиссуру, музыку, операторскую работу, сценарий и актёрскую игру Франко. В 2011 году лента была номинантом на кинопремию «Золотой глобус» в трёх категориях: «лучшая мужская роль — драма», «лучшая музыка к фильму» и «лучший сценарий». Картина числилась в списке претендентов на статуэтку «Спутника» за режиссуру, музыку, звук и визуальные эффекты, а также претендовала на девять призов Ассоциации кинокритиков. 64-я церемония вручения наград Британской академии киноискусства номинировала проект на восемь наград, в числе которых — «лучшая режиссура», «лучший монтаж», «лучшая музыка» и «лучший звук». Помимо прочего, «127 часов» предстал номинантом и на 83-й церемонии вручения «Оскара» за «лучшую мужскую роль», «лучший адаптированный сценарий», «лучший монтаж», «лучшую музыку», «лучшую песню» («If I Rise») и «лучший фильм», но проиграл во всех категориях соответственно картинам «Король говорит!», «Социальная сеть» и «История игрушек: Большой побег».
Джеймс Франко получил премию организации «Нью-Йоркские кинокритики в Интернете» за лучшую мужскую роль, а в 2010 году завоевал приз «Независимый дух». Также он удостоился признания со стороны Гильдии киноактёров на 17-й ежегодной церемонии. Сцена ампутации руки получила в 2011 году была номинирована на награду MTV Movie Awards по результатам голосования зрителей. Работавшие над сценарием ленты Дэнни Бойл и Саймон Бофой присутствовали в списке кандидатов на премию Гильдии сценаристов Америки и Evening Standard British Film Awards. Вместе с продюсером Кристианом Колсоном Бойл претендовал и на приз от Гильдии продюсеров. Общество кинокритиков Детройта вручило Бойлу награду за лучшую режиссуру. Вклад Суттират Ларларб в разработку дизайна принёс ей одну номинацию от Гильдии арт-директоров. Операторская работа отметилась номинациями на премии кинокритиков Хьюстона и Общества кинокритиков Сан-Диего. Более того, Американский институт киноискусства включил «127 часов» в десятку лучших фильмов 2010 года.

## Награды и номинации
| Награда                                      | Дата церемонии  | Категория                                                        | Номинанты и получатели                                                    | Результат |
| -------------------------------------------- | --------------- | ---------------------------------------------------------------- | ------------------------------------------------------------------------- | --------- |
| Оскар                                        | 27 февраля 2011 | Лучший фильм                                                     | Кристиан Колсон, Дэнни Бойл и Джон Смитсон                                | Номинация |
| Оскар                                        | 27 февраля 2011 | Лучшая мужская роль                                              | Джеймс Франко                                                             | Номинация |
| Оскар                                        | 27 февраля 2011 | Лучший адаптированный сценарий                                   | Дэнни Бойл и Саймон Бофой                                                 | Номинация |
| Оскар                                        | 27 февраля 2011 | Лучший монтаж                                                    | Джон Харрис                                                               | Номинация |
| Оскар                                        | 27 февраля 2011 | Лучшая музыка к фильму                                           | А. Р. Рахман                                                              | Номинация |
| Оскар                                        | 27 февраля 2011 | Лучшая песня к фильму                                            | А. Р. Рахман, Дайдо и Ролло Армстронг («If I Rise»)                       | Номинация |
| Альянс женщин-киножурналистов                | 10 января 2011  | Лучшая мужская роль                                              | Джеймс Франко                                                             | Номинация |
| Альянс женщин-киножурналистов                | 10 января 2011  | Лучший адаптированный сценарий                                   | Дэнни Бойл и Саймон Бофой                                                 | Номинация |
| Альянс женщин-киножурналистов                | 10 января 2011  | Лучший монтаж                                                    | Джон Харрис                                                               | Номинация |
| Альянс женщин-киножурналистов                | 10 января 2011  | Лучшая музыка                                                    | А. Р. Рахман                                                              | Номинация |
| Альянс женщин-киножурналистов                | 10 января 2011  | Самое смелое выступление                                         | Джеймс Франко                                                             | Номинация |
| Альянс женщин-киножурналистов                | 10 января 2011  | Незабываемый момент                                              | «127 часов»                                                               | Номинация |
| Американский институт киноискусства          | 12 декабря 2010 | Фильмы года по версии AFI                                        | «127 часов»                                                               | Победа    |
| Гильдия арт-директоров                       | 5 февраля 2011  | Выдающиеся достижения в области дизайна современного кино        | Суттират Ларларб                                                          | Номинация |
| Премия Британской Академии в области кино    | 13 февраля 2011 | Лучшая мужская роль                                              | Джеймс Франко                                                             | Номинация |
| Премия Британской Академии в области кино    | 13 февраля 2011 | Лучший адаптированный сценарий                                   | Дэнни Бойл и Саймон Бофой                                                 | Номинация |
| Премия Британской Академии в области кино    | 13 февраля 2011 | Лучшая операторская работа                                       | Энтони Дод Мэнтл и Энрике Чедьяк                                          | Номинация |
| Премия Британской Академии в области кино    | 13 февраля 2011 | Лучшая режиссура                                                 | Дэнни Бойл                                                                | Номинация |
| Премия Британской Академии в области кино    | 13 февраля 2011 | Лучший монтаж                                                    | Джон Харрис                                                               | Номинация |
| Премия Британской Академии в области кино    | 13 февраля 2011 | Лучшая музыка к фильму                                           | А. Р. Рахман                                                              | Номинация |
| Премия Британской Академии в области кино    | 13 февраля 2011 | Лучший звук                                                      | Гленн Фримантл, Стивен С. Ланери, Дуглас Камерон, Иэн Тапп и Ричард Прайк | Номинация |
| Премия Британской Академии в области кино    | 13 февраля 2011 | Выдающийся британский фильм года                                 | «127 часов»                                                               | Номинация |
| Ассоциация «Выбор критиков»                  | 14 января 2011  | Лучшая мужская роль                                              | Джеймс Франко                                                             | Номинация |
| Ассоциация «Выбор критиков»                  | 14 января 2011  | Лучший оригинальный сценарий                                     | Дэнни Бойл и Саймон Бофой                                                 | Номинация |
| Ассоциация «Выбор критиков»                  | 14 января 2011  | Лучшая операторская работа                                       | Энтони Дод Мэнтл и Энрике Чедьяк                                          | Номинация |
| Ассоциация «Выбор критиков»                  | 14 января 2011  | Лучшая режиссура                                                 | Дэнни Бойл                                                                | Номинация |
| Ассоциация «Выбор критиков»                  | 14 января 2011  | Лучший монтаж                                                    | Джон Харрис                                                               | Номинация |
| Ассоциация «Выбор критиков»                  | 14 января 2011  | Лучший фильм                                                     | «127 часов»                                                               | Номинация |
| Ассоциация «Выбор критиков»                  | 14 января 2011  | Лучшая песня                                                     | А. Р. Рахман, Дайдо и Ролло Армстронг («If I Rise»)                       | Победа    |
| Ассоциация «Выбор критиков»                  | 14 января 2011  | Лучший звук                                                      | Гленн Фримантл, Стивен С. Ланери, Дуглас Камерон, Иэн Тапп и Ричард Прайк | Номинация |
| Ассоциация кинокритиков Чикаго               | 20 декабря 2010 | Лучшая мужская роль                                              | Джеймс Франко                                                             | Номинация |
| Ассоциация кинокритиков Далласа и Форт-Уэрта | 17 декабря 2010 | Лучшая мужская роль                                              | Джеймс Франко                                                             | Победа    |
| Ассоциация кинокритиков Далласа и Форт-Уэрта | 17 декабря 2010 | Лучшая операторская работа                                       | Энтони Дод Мэнтл и Энрике Чедьяк                                          | Победа    |
| Ассоциация кинокритиков Далласа и Форт-Уэрта | 17 декабря 2010 | Лучшая режиссура                                                 | Дэнни Бойл                                                                | Номинация |
| Ассоциация кинокритиков Далласа и Форт-Уэрта | 17 декабря 2010 | 10 лучших фильмов                                                | «127 часов»                                                               | Победа    |
| Общество кинокритиков Детройта               | 16 декабря 2010 | Лучшая мужская роль                                              | Джеймс Франко                                                             | Номинация |
| Общество кинокритиков Детройта               | 16 декабря 2010 | Лучшая режиссура                                                 | Дэнни Бойл                                                                | Победа    |
| Общество кинокритиков Детройта               | 16 декабря 2010 | Лучший фильм                                                     | «127 часов»                                                               | Номинация |
| Кинопремия журнала Empire                    | 27 марта 2011   | Лучшая мужская роль                                              | Джеймс Франко                                                             | Номинация |
| Кинопремия журнала Empire                    | 27 марта 2011   | Лучший британский фильм                                          | «127 часов»                                                               | Номинация |
| Кинопремия журнала Empire                    | 27 марта 2011   | Лучший триллер                                                   | «127 часов»                                                               | Номинация |
| Evening Standard British Film Awards         | 7 февраля 2011  | Лучший сценарий                                                  | Дэнни Бойл и Саймон Бофой                                                 | Номинация |
| Золотой глобус                               | 16 января 2011  | Лучшая мужская роль — драма                                      | Джеймс Франко                                                             | Номинация |
| Золотой глобус                               | 16 января 2011  | Лучшая музыка к фильму                                           | А. Р. Рахман                                                              | Номинация |
| Золотой глобус                               | 16 января 2011  | Лучший сценарий                                                  | Дэнни Бойл и Саймон Бофой                                                 | Номинация |
| Общество кинокритиков Хьюстона               | 18 декабря 2010 | Лучшая мужская роль                                              | Джеймс Франко                                                             | Номинация |
| Общество кинокритиков Хьюстона               | 18 декабря 2010 | Лучшая операторская работа                                       | Энтони Дод Мэнтл и Энрике Чедьяк                                          | Номинация |
| Общество кинокритиков Хьюстона               | 18 декабря 2010 | Лучшая режиссура                                                 | Дэнни Бойл                                                                | Номинация |
| Общество кинокритиков Хьюстона               | 18 декабря 2010 | Лучшая музыка                                                    | А. Р. Рахман                                                              | Номинация |
| Общество кинокритиков Хьюстона               | 18 декабря 2010 | Лучшая песня                                                     | А. Р. Рахман, Дайдо и Ролло Армстронг («If I Rise»)                       | Номинация |
| Общество кинокритиков Хьюстона               | 18 декабря 2010 | Лучший фильм                                                     | «127 часов»                                                               | Номинация |
| Независимый дух                              | 26 февраля 2011 | Лучший фильм                                                     | «127 часов»                                                               | Номинация |
| Независимый дух                              | 26 февраля 2011 | Лучший режиссёр                                                  | Дэнни Бойл                                                                | Номинация |
| Независимый дух                              | 26 февраля 2011 | Лучшая мужская роль                                              | Джеймс Франко                                                             | Победа    |
| Премия Лондонского кружка кинокритиков       | 10 февраля 2011 | Британский режиссёр года                                         | Дэнни Бойл                                                                | Номинация |
| Премия Лондонского кружка кинокритиков       | 10 февраля 2011 | Британский фильм года                                            | «127 часов»                                                               | Номинация |
| Лондонский кинофестиваль                     | 27 октября 2010 | Лучший фильм                                                     | «127 часов»                                                               | Номинация |
| Motion Picture Sound Editors                 | 20 февраля 2011 | Лучший монтаж звука: Художественный фильм FX & Foley             | Гленн Фримантл                                                            | Номинация |
| MTV Movie Awards                             | 5 июня 2011     | Потрясающий момент                                               | Джеймс Франко                                                             | Номинация |
| Национальная премия в области кино           | 11 мая 2011     | Лучший драматический фильм                                       | «127 часов»                                                               | Номинация |
| Национальная премия в области кино           | 11 мая 2011     | Исполнение года                                                  | Джеймс Франко                                                             | Номинация |
| Нью-Йоркские кинокритики в Интернете         | 12 декабря 2010 | Лучшая мужская роль                                              | Джеймс Франко                                                             | Победа    |
| Нью-Йоркские кинокритики в Интернете         | 12 декабря 2010 | 10 лучших фильмов                                                | «127 часов»                                                               | Победа    |
| Общество кинокритиков в Интернете            | 3 января 2011   | Лучшая мужская роль                                              | Джеймс Франко                                                             | Номинация |
| Общество кинокритиков в Интернете            | 3 января 2011   | Лучший адаптированный сценарий                                   | Дэнни Бойл и Саймон Бофой                                                 | Номинация |
| Общество кинокритиков в Интернете            | 3 января 2011   | Лучшая операторская работа                                       | Энтони Дод Мэнтл и Энрике Чедьяк                                          | Номинация |
| Общество кинокритиков в Интернете            | 3 января 2011   | Лучшая режиссура                                                 | Дэнни Бойл                                                                | Номинация |
| Общество кинокритиков в Интернете            | 3 января 2011   | Лучший монтаж                                                    | Джон Харрис                                                               | Номинация |
| Гильдия продюсеров Америки                   | 22 января 2011  | Лучший театральный фильм                                         | Дэнни Бойл и Кристиан Колсон                                              | Номинация |
| Общество кинокритиков Сан-Диего              | 14 декабря 2010 | Лучшая мужская роль                                              | Джеймс Франко                                                             | Номинация |
| Общество кинокритиков Сан-Диего              | 14 декабря 2010 | Лучшая операторская работа                                       | Энтони Дод Мэнтл и Энрике Чедьяк                                          | Номинация |
| Общество кинокритиков Сан-Диего              | 14 декабря 2010 | Лучшая режиссура                                                 | Дэнни Бойл                                                                | Номинация |
| Общество кинокритиков Сан-Диего              | 14 декабря 2010 | Лучший монтаж                                                    | Джон Харрис                                                               | Номинация |
| Общество кинокритиков Сан-Диего              | 14 декабря 2010 | Лучшая музыка                                                    | А. Р. Рахман                                                              | Номинация |
| Международный кинофестиваль в Санта-Барбаре  | 29 января 2011  | Выдающееся исполнение года                                       | Джеймс Франко                                                             | Победа    |
| Спутник                                      | 19 декабря 2010 | Лучшая мужская роль — кинофильм                                  | Джеймс Франко                                                             | Номинация |
| Спутник                                      | 19 декабря 2010 | Лучший адаптированный сценарий                                   | Дэнни Бойл и Саймон Бофой                                                 | Номинация |
| Спутник                                      | 19 декабря 2010 | Лучшая операторская работа                                       | Энтони Дод Мэнтл и Энрике Чедьяк                                          | Номинация |
| Спутник                                      | 19 декабря 2010 | Лучшая режиссёрская работа                                       | Дэнни Бойл                                                                | Номинация |
| Спутник                                      | 19 декабря 2010 | Лучший фильм                                                     | «127 часов»                                                               | Номинация |
| Спутник                                      | 19 декабря 2010 | Лучшая музыка к фильму                                           | А. Р. Рахман                                                              | Номинация |
| Спутник                                      | 19 декабря 2010 | Лучшая песня                                                     | А. Р. Рахман, Дайдо и Ролло Армстронг («If I Rise»)                       | Номинация |
| Спутник                                      | 19 декабря 2010 | Лучший звук                                                      | Гленн Фримантл, Стивен С. Ланери, Дуглас Камерон, Иэн Тапп и Ричард Прайк | Номинация |
| Спутник                                      | 19 декабря 2010 | Лучшие визуальные эффекты                                        | Джеймс Виннифрит, Адам Гаскойн и Тим Каплан                               | Номинация |
| Премия Гильдии киноактёров США               | 30 января 2011  | Лучшая мужская роль                                              | Джеймс Франко                                                             | Номинация |
| Ассоциация кинокритиков Сент-Луиса           | 20 декабря 2010 | Лучшая мужская роль                                              | Джеймс Франко                                                             | Номинация |
| Ассоциация кинокритиков Сент-Луиса           | 20 декабря 2010 | Лучшая режиссура                                                 | Дэнни Бойл                                                                | Номинация |
| Ассоциация кинокритиков Сент-Луиса           | 20 декабря 2010 | Лучший сценарий                                                  | Дэнни Бойл и Саймон Бофой                                                 | Номинация |
| Ассоциация кинокритиков Сент-Луиса           | 20 декабря 2010 | Движение вперёд                                                  | «127 часов»                                                               | Номинация |
| Ассоциация кинокритиков Сент-Луиса           | 20 декабря 2010 | Особые достижения                                                | «127 часов»                                                               | Победа    |
| Ассоциация кинокритиков Торонто              | 14 декабря 2010 | Лучшая мужская роль                                              | Джеймс Франко                                                             | Номинация |
| Ванкуверский кружок кинокритиков             | 10 января 2011  | Лучшая мужская роль                                              | Джеймс Франко                                                             | Номинация |
| Ассоциация кинокритиков Вашингтона           | 6 декабря 2010  | Лучшая мужская роль                                              | Джеймс Франко                                                             | Номинация |
| Ассоциация кинокритиков Вашингтона           | 6 декабря 2010  | Лучший адаптированный сценарий                                   | Дэнни Бойл и Саймон Бофой                                                 | Номинация |
| Ассоциация кинокритиков Вашингтона           | 6 декабря 2010  | Лучшая операторская работа                                       | Энтони Дод Мэнтл и Энрике Чедьяк                                          | Номинация |
| Ассоциация кинокритиков Вашингтона           | 6 декабря 2010  | Лучшая режиссура                                                 | Дэнни Бойл                                                                | Номинация |
| Ассоциация кинокритиков Вашингтона           | 6 декабря 2010  | Лучший фильм                                                     | «127 часов»                                                               | Номинация |
| Ассоциация кинокритиков Вашингтона           | 6 декабря 2010  | Лучшая музыка                                                    | А. Р. Рахман                                                              | Номинация |
| Мировой саундтрек                            | 22 октября 2011 | Выбор публики                                                    | А. Р. Рахман                                                              | Победа    |
| Мировой саундтрек                            | 22 октября 2011 | Лучшая оригинальная песня, написанная непосредственно для фильма | А. Р. Рахман, Дайдо и Ролло Армстронг («If I Rise»)                       | Номинация |
| Гильдия сценаристов США                      | 5 февраля 2011  | Лучший адаптированный сценарий                                   | Дэнни Бойл и Саймон Бофой                                                 | Номинация |